# Marfa Boretskaja

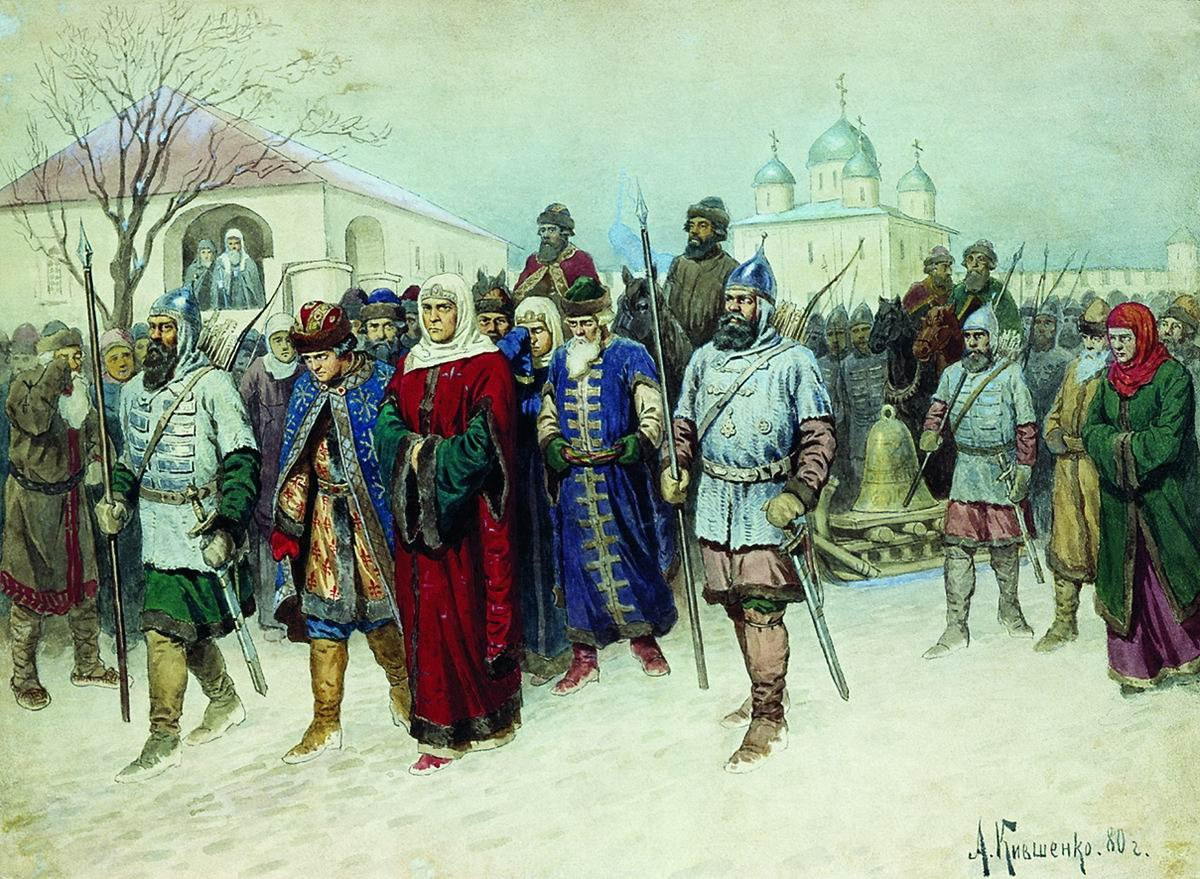
Borgmästarinnan Marta förs till Moskva, av Aleksej Kivsjenko.

Marfa Boretskaja, eller Borgmästarinnan Marta, född okänt år, död okänt år, var gift med Novgorods borgmästare Isaak Boretskij. Hon ledde enligt traditionen republiken Novgorods försvar mot storfurstendömet Moskva före dess erövring och annektering av Novgorod år 1478.
Marfa Boretskaja var gift två gånger, varav den andra gången med Novgorods borgmästare Isaak Boretskij, som var medlem av en inflytelserik familj i staden. 
Få saker är kända om hennes privatliv, men efter makens död 1456 fortsatte hon att kallas "borgmästarinna", en titel hon hade genom makens ämbete, och trots att hon aldrig hade någon formell position i stadens styrelse tycks hon ha intagit platsen som stadens ledande politiker. Hon dikterade stadens politik och tog tillsammans med sina söner Dmitrij och Fjodor ställning mot Moskvas försök att annektera staden. För att undvika detta slöt hon förbund med Polen-Litauen mot Moskva och inbjöd en litauer att bli borgmästare i Novgorod. Detta ledde till en öppen konflikt med Moskva som besegrade Novgorods armé år 1471. 
Sju år senare erövrades slutligen Novgorod av Moskva. Marfa Boretskaja fördes då till Moskva som krigsfånge. Enligt traditionen tvingades hon att bli nunna, men den historiska forskningen har i själva verket inte lyckats finna några belägg för vad som hände med henne.       